# Tėvynės Sąjunga – Lietuvos krikščionys demokratai

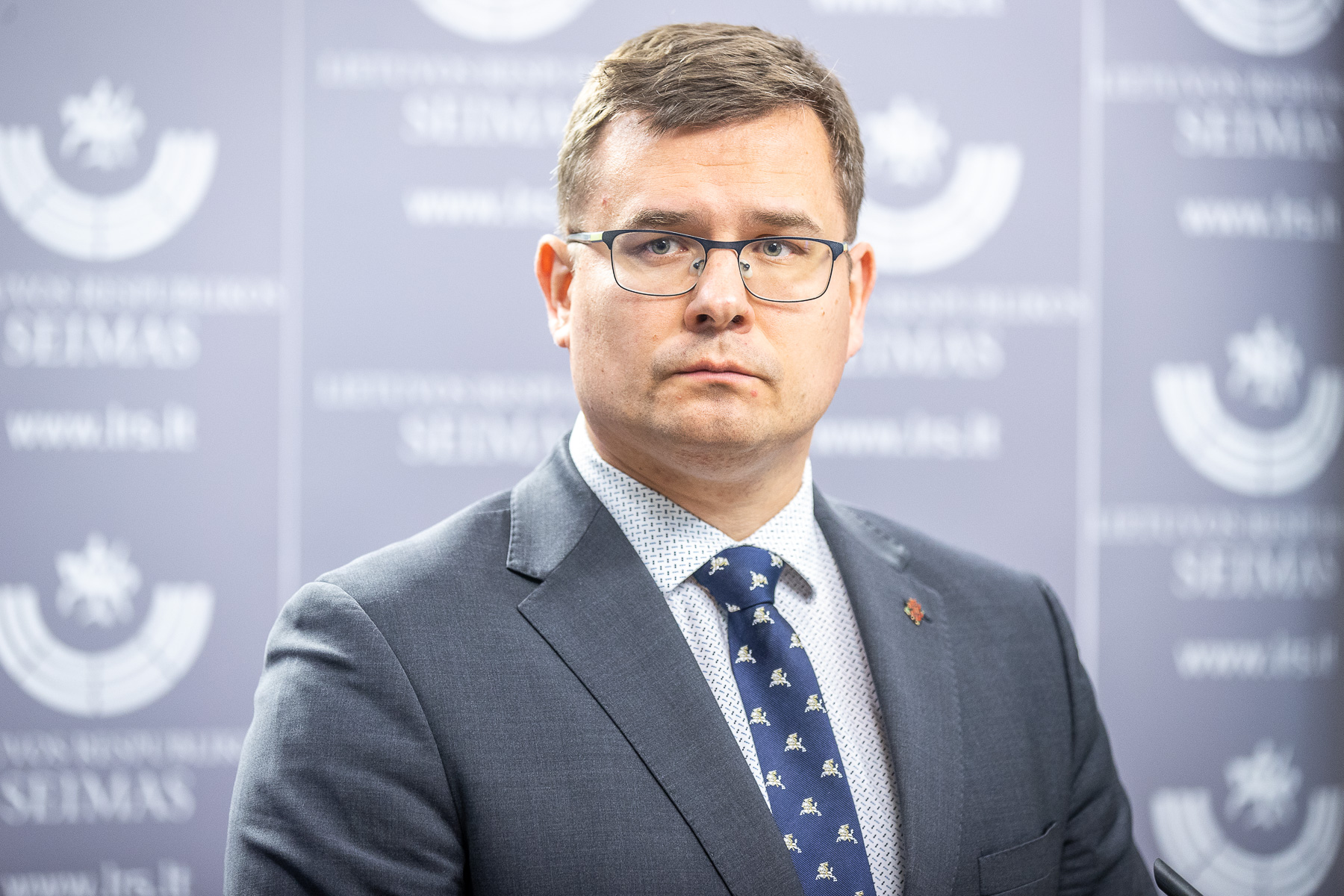
Laurynas Kasčiūnas, partijleider

Tėvynės Sąjunga – Lietuvos krikščionys demokratai (afkorting: TS-LKD, Nederlands: Vaderland Unie - Litouwse Christendemocraten) is een Litouwse politieke partij, opgericht in mei 1993 als een afsplitsing van de rechtervleugel van de Sąjūdis van Vytautas Landsbergis. Vytautas Landsbergis zelf was ook betrokken bij de oprichting van Tėvynės Sąjunga. De partij is lid van de Europese Volkspartij.
Tėvynės Sąjunga – Lietuvos krikščionys demokratai wordt gezien als een centrumrechtse nationaal-liberale partij, die ideologisch geplaatst kan worden als verdediger van christendemocratie, nationaal-conservatisme, liberaal conservatisme en economisch liberalisme. De partij heeft 28 zetels in de Seimas.
Bij de eerste parlementsverkiezingen na de oprichting, in 1996, haalde de partij haar sterkste resultaat ooit met 40% van de stemmen en 70 volksvertegenwoordigers. In 2000 was dit gezakt tot 8,6% en 9 parlementsleden. Ook in daaropvolgende verkiezingen moest de partij sterk wisselende resultaten aanvaarden. In 2020 werd de Vaderland Unie met 50 zetels de grootste partij en vormde ze een regering met de Liberale Beweging en de Vrijheidspartij. Premier was Ingrida Šimonytė, die partijloos is, maar wel zitting had namens de Vaderland Unie. Bij de verkiezingen van 2024 leed de partij een nederlaag (van 50 naar 28 zetels) en verdween ze ook uit de regering.
Sinds 2015 was de partijleider Gabrielius Landsbergis, een kleinzoon van de oprichter Vytautas Landsbergis en in de jaren 2014-2016 lid van het Europees Parlement. In het kabinet-Šimonytė bekleedde hij de functie van minister van Buitenlandse Zaken. Na de verkiezingen van 2024 besloot hij niet terug te keren in het parlement. Zijn opvolger werd Laurynas Kasčiūnas.